# Viktor Klobučar
Viktor ml. Klobučar-Rukavina od Bunića (Graz, 24. srpnja 1878. – Zagreb, 28. lipnja 1965.) austrougarski mornarički časnik, sin Viktora st. Klobučara-Rukavine od Bunića, rodom po ocu iz Kosinja. Bio je letač austrougarskog balonstva. Kao pilot aviona sudjelovao je u Velikoj utrci oko Britanije, bio je pilot letećih čamaca i jedriličarski pobjednik te prvi zapovjednik Austro-ugarskog mornaričkog zrakoplovstva. Ustrojio je mornaričko zrakoplovstvo i mrežu hidrobaza od Istre do Boke kotorske.

## Rani život i karijera
Rođen je u Grazu, u Austriji, 24. srpnja 1878. u vojničkoj obitelji Klobučara, ličkih Hrvata, rodom iz Kosinja. Otac je u austro-ugarskoj vojsci dostigao čin generala topništva, a stric (očev brat) Vilim (Wilhelm, Vilmos) pl. Klobučar bio je general konjaništva austro-ugarske vojske i vrhovni zapovjednik kraljevskog ugarskog domobranstva (1907. – 1913.). Kada je otac iz službe u Bosni prešao na dužnost u Liku, obitelj seli u Gračac. U ovom gradu Viktor ml. Klobučar pohađa osnovnu školu. Gimnaziju završava u Zagrebu i tu se 1889. godine prvi put susreće sa zrakoplovstvom, na balonskom letu aeronauta-akrobata Merighija. Pomorsku vojnu akademiju u Rijeci upisuje 1892. Po završetku četverogodišnje Mornaričke akademije 1896. godine, kao osamnaestogodišnjak stupa u mornaricu. Službuje na brojnim austrougarskim brodovima, a 1901. stječe čin zastavnika bojnog broda. Još od 1902. godine, kao mornarički časnik leti u svojstvu izviđača u balonskim postrojbama austro-ugarske vojske. Postoje zapisi po kojima se vidi da već 1903. godine leti vezanim balonima u Balonskom mobilnom odredu Topničke tvrđavske pukovnije za reglažu i promatranje, a 1907. godine promaknut je u čin poručnika bojnog broda. Diplomu vođe slobodnog balona s rednim brojem 33 Austrijskog aerokluba stječe 3. kolovoza 1911. Iste godine nalazi se u Frankfurtu na Majni na obuci za upravljanje zračnim brodom.
Od samih početaka, Viktor Klobučar prati svjetska događanja, kako iz stručnog tiska tako i iz prve ruke, obilaskom svjetskih zrakoplovnih priredbi, izložbi, natjecanja. Pojava motornih zrakoplova težih od zraka naročito ga je zaokupila pa je vrlo rano svladao vještinu upravljanja avionom. Smatra se da je Klobučar pilotiranje učio još 1909. u Francuskoj iako ga nema na popisu certificiranih pilota francuskog aerokluba.

### Mornaričko zrakoplovstvo
Nakon višegodišnjeg ispitivanja aerostata u mornaričke svrhe, zaključeno je da letjelice lakše od zraka imaju niz ograničenja kada je riječ o uporabi u jadranskim uvjetima. Stoga je zapovjednik austro-ugarske ratne mornarice grof Rudolf Montecuccoli 1910. pokrenuo pokusni razvoj mornaričkog zrakoplovstva. U pulskom je Arsenalu počela izgradnja prvog mornaričkog zrakoplova, a projekt je vodio mladi i neiskusni Austrijanac, dipl. ing. Jozef Mickl i njegov osmočlani graditeljski tim. Prvo je trebalo sagraditi klasični zrakoplov koji bi se poslije preradio u hidroplan. Zbog brojnih teškoća i lutanja posao je kasnio, a monoplan je dobio još jedan par krila, ali je uzletio tek 29. srpnja 1911., na uzletištu na Valturi. Klobučar je potom upućen na letačku obuku u pilotsku školu kopnenog zrakoplovstva u Bečko Novo Mjesto. Ondje je položio pilotski ispit 12. kolovoza 1911, a 19. rujna iste godine izdana mu je pilotska knjižica austrijskog aerokluba s rednim brojem 26. Povratkom u Pulu Klobučar preuzima zapovjedništvo nad pokusnom mornaričkom zrakoplovnom postrojbom koja djeluje na Valturi i postaje prvim zapovjednikom Austro-ugarskog mornaričkog zrakoplovstva. Mornarička zrakoplovna postrojba preselila je krajem 1911. u novouređenu Zrakoplovnu postaju za hidroavione na otočiću Sv. Katarina. U pulskom listu Naša sloga, 5. listopada 1911. objavljen je članak iz kojeg se saznaje: "Pomorski odsjek ratnog ministarstva uredit će u Puli vojničku avijatičarsku postaju pod upravom linijskog poručnika Klobučara, koji će praviti pokuse u letenju svojim aeroplanom vlastite konstrukcije. Aeroplan će biti tako udešen da će se moći spustiti u vodu poput čamca." Micklov je zrakoplov prebačen na otočić Sv. Katarinu, gdje je preinačen u hidroavion. Na njega su ugrađeni plovci, a ispitivanja na vodi provodio je Viktor Klobučar početkom 1912. Klobučar je kao iskusan letač i poznavatelj aerotehnike surađivao s Micklom u izgradnji ovog hidroplana. 
Od dolaska na mjesto zapovjednika mornaričkog zrakoplovstva do početka 1913. godine, osim na opremanju tehnikom, radi i na osposobljavanju letačkog i tehničkog osoblja. Za vrijeme njegova zapovijedanja osnivaju se nove mornaričke baze i uzletišta u Istri, u Štinjanu, Valturi kraj Pule, Poreču te širom Jadrana sve do Kotora i Kumbora u Boki. Osnovana je i mornarička pilotska škola sa sjedištem na otočiću Kozadi u Fažanskom zaljevu. Klobučar sudjeluje u prvom skupnom letu nad Jadranom, na dionici Pula-Trst-Pula.

## Vanjske poveznice
- Viktor Klobučar Hrvatska tehnička enciklopedija, portal hrvatske tehničke baštine. LZMK